# 博赫丹·安杰耶夫斯基
博赫丹·安杰耶夫斯基（波蘭語：Bohdan Andrzejewski，1942年1月15日—），波兰男子击剑运动员。他曾获得1969年世界击剑锦标赛男子重剑个人冠军。他也在1968年夏季奥运会上获得男子重剑团体铜牌。